# Bettina Wilpert
Bettina Wilpert (* 1989 in Eggenfelden) ist eine deutsche Schriftstellerin.

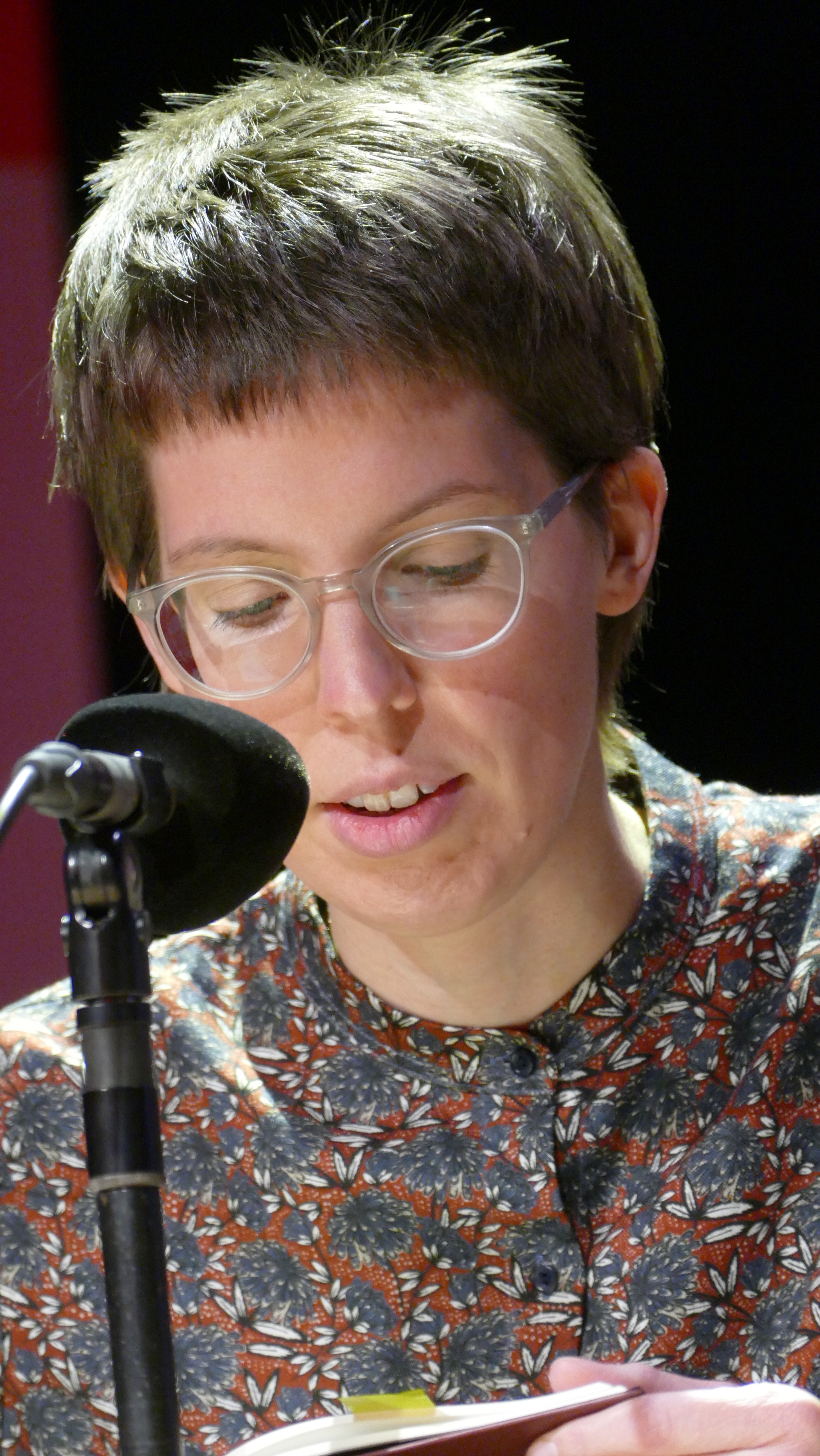
Bettina Wilpert bei den Wortspielen 2022

## Leben und Wirken
Nach ihrer Schulzeit am König-Karlmann-Gymnasium und am Maria-Ward-Gymnasium in Altötting studierte Bettina Wilpert Kulturwissenschaft, Anglistik und Literarisches Schreiben in Potsdam, Berlin und Leipzig. 
Sie war u. a. Finalistin des 23. Open Mike, Stipendiatin des 20. Klagenfurter Literaturkurses, Artist in Residence auf dem Prosanova 2017 und Stipendiatin der Autorenwerkstatt Prosa 2017 des Literarischen Colloquiums Berlin. Ihre Texte wurden u. a. in Bella triste, Metamorphosen, Büchergilde Magazin, Outside the Box, P.S. Politisch Schreiben und testcard veröffentlicht.
2018 veröffentlichte sie ihren Debütroman Nichts, was uns passiert, der von der Kritik weitgehend positiv aufgenommen und in Verbindung mit der aktuellen Debatte um sexuelle Gewalt diskutiert wurde. Ursula März schrieb in der Zeit: „Brisantere Fragen kann die Literatur inmitten der aktuellen #MeToo-Bewegung kaum stellen.“ In der Süddeutschen Zeitung sprach Bernhard Blöchl von einem „inhaltlich wichtigen und stilistisch bemerkenswerten Roman“. Im August 2018 ernannte Mithu Sanyal das Buch im WDR5 zum „Buch der Woche“ und zeitgleich machte dies auch Ulrich Rüdenauer im SWR2. Kritisch merkt dagegen Miriam Zeh im Deutschlandfunk an, dass der Roman nur vor „stur inhaltistischen Lesarten“ bestehen könne, aber von „didaktischer Penetranz“ und ästhetisch minderer Qualität sei. Die ARD empfiehlt Nichts, was uns passiert als einen der 17 wichtigsten Romane des Sommers 2018. Zudem wurde das Buch auf die Hotlist gewählt und zählt somit zu den „10 besten Büchern aus unabhängigen Verlagen“ des Jahres 2018. Bei der Hotlist-Preisverleihung im Oktober 2018 im Literaturhaus Frankfurt erhielt der Verbrecher Verlag für die Publikation des Romans den Melusine-Huss-Preis. Im Februar 2019 wurde Wilpert für den Roman ein Kranichsteiner Jugendliteratur-Stipendium 2019 des Deutschen Literaturfonds zugesprochen.
2022 legte sie mit Herumtreiberinnen ihren zweiten Roman vor. Im März 2023 wurde die Verfilmung ihres Debütromans ausgestrahlt. 
2025 erschien mit Die bärtige Frau ihr drittes Buch.
Bettina Wilpert lebt in Leipzig.

## Auszeichnungen
- 2018: aspekte-Literaturpreis für Nichts, was uns passiert[12]
- 2018: Melusine-Huss-Preis für den Verbrecher Verlag für Nichts, was uns passiert[13]
- 2019: Lessing-Preis des Freistaates Sachsen (Förderpreis)
- 2019: Kranichsteiner Jugendliteratur-Stipendium für Nichts, was uns passiert

## Werke
- Nichts, was uns passiert. Roman. Verbrecher Verlag, Berlin 2018, ISBN 978-3-95732-307-1; btb, München 2019, ISBN 978-3-442-71890-0.
- Herumtreiberinnen. Roman. Verbrecher Verlag, Berlin 2022, ISBN 978-3-95732-513-6.
- Die bärtige Frau. Roman. Verbrecher Verlag, Berlin 2025, ISBN 978-3-95732-608-9.